# Johnny Green

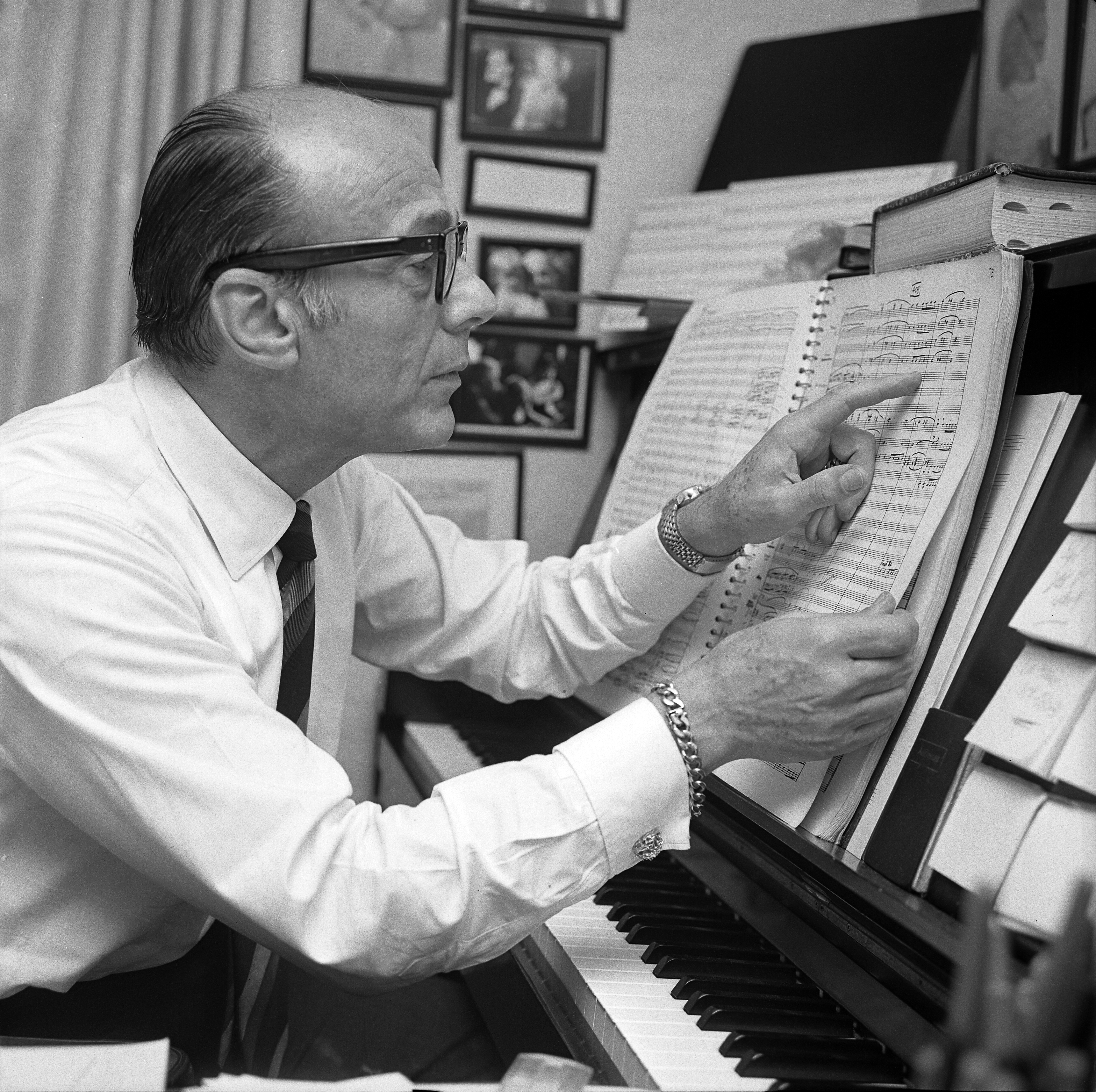
Johnny Green (1970)

John „Johnny“ Waldo Green, auch John W. Green oder John Green (* 10. Oktober 1908 in New York; † 15. Mai 1989 in Beverly Hills, Kalifornien), war ein US-amerikanischer Songwriter, Bigband-Leader, Komponist, Arrangeur und Orchesterleiter im Bereich der Unterhaltungs- und Filmmusik.

## Leben und Werk
Johnny Green wuchs in New York auf. Von 1924 bis 1928 studierte er an der Harvard University Ökonomie. Der elterliche Wille sah für Green eine Laufbahn an der Wall Street vor. Er leitete jedoch schon an der Universität ein Tanzorchester und wandte sich bald nach seinem Abschluss der Unterhaltungsmusik zu.
Green schrieb Arrangements für die Tanzorchester von Guy Lombardo, Paul Whiteman und Jean Goldkette. 1928 wurde sein erster Hit Coquette veröffentlicht, mit dem die Dorsey Brothers im Juni des Jahres einen Hiterfolg in den Billboard Top 30 hatten. Weitere Hits, die vor allem in Zusammenarbeit mit dem Liedtexter Edward Heyman entstanden, folgten Anfang der 1930er Jahre: Darunter die späteren Jazzstandards Body and Soul (1930), Out of Nowhere (1931), I Cover the Waterfront (1933).
1929 fing Green als Korrepetitor bei Paramount Pictures in New York an. Von 1930 bis 1933 arbeitete er dann als Orchesterleiter und Arrangeur für Paramount. Zudem begleitete er Stars wie Gertrude Lawrence und Ethel Merman am Piano.
Von 1933 bis 1940 tourte Green mit eigener Tanzbigband oder leitete Bigband-Auftritte in landesweit bekannten Radioshows, so bei Jack Benny, Fred Astaire, der Phillip Morris Show und der Socony Sketchbook Show. Mit seiner Tanzband nahm er in dieser Zeit etliche Titel vor allem aus Astaire/Rogers-Filmmusicals auf Schallplatte auf.
Aus dem Jahr 1935 stammt der Musikkurzfilm Johnny Green & His Orchestra von Warner Brothers Pictures, der Green und sein Tanzorchester zeigt. In dem Jimmy-Durante-Musikfilm Start Cheering von 1938 ist er ebenfalls mit seinem Orchester zu sehen.
1942 ging Green nach Hollywood um bei Metro-Goldwyn-Mayer als Orchesterleiter und Komponist zu arbeiten. Unter seinen Filmmusikarbeiten befanden sich Broadway Rhythm, Bathing Beauty (1944), Mexikanische Nächte (1947), Ihre beiden Verehrer (1947) und Weekend im Waldorf (1945) sowie zwei Deanna-Durbin-Musicals, Something in the Wind (1947) und Up in Central Park (1948). Von 1949 bis 1958 war Green als Generalmusikdirektor („general musical director“) bei MGM in Hollywood tätig. Unter seiner Verantwortung entstanden eine Vielzahl von Filmmusiken, darunter für die Filme Summer Stock (1950), Royal Wedding (1951), Brigadoon (1954), Symphonie des Herzens (1954), High Society (1956), Raintree County (1957), Rufmord (1963).
Nach seinem Weggang von MGM arbeitete Green für das Fernsehen, dirigierte verschiedene Sinfonieorchester, so das Los Angeles Philharmonic Orchestra und schrieb oder leitete Filmmusiken u. a. für Bye Bye Birdie (1963) und They Shoot Horses, Don’t They? (1969).
Green war dreimal verheiratet: mit Carol Falk von 1930 bis 1937, mit Betty Furness von 1937 bis 1943, aus der Ehe ging eine Tochter hervor, und mit Bunny Waters von 1943 bis zu seinem Tod, aus der Ehe gingen zwei Töchter hervor, darunter die Sängerin Kathe Green (* 1944). Seine Enkelin Liza Snyder ist Schauspielerin.

## Auszeichnungen
Green gewann fünf Oscars, und zwar für Easter Parade (1949), An American in Paris (1951), für den Musikkurzfilm Overture to The Merry Wives of Windsor (1954), West Side Story (1962) und für Oliver! (1969). Für weitere acht Filmmusiken erhielt er Nominierungen. Zudem wurde sein Kurzfilm Strauss Fantasy für einen Oscar nominiert.
Für das Soundtrackalbum zu West Side Story erhielt er 1962 einen Grammy. 1972 wurde er in die Songwriters Hall of Fame aufgenommen.

## Filmografie (Auswahl)
- 1954: Symphonie des Herzens (Rhapsody)
- 1966: Alvarez Kelly